# Trujillo (Perù)
Trujillo è una città della costa nord del Perù e nella provincia di Trujillo, capoluogo della regione di La Libertad. La città è il cuore della seconda area metropolitana più popolosa in Perù con una popolazione stimata di 906 313 abitanti. Si trova ad un'altitudine di 34 metri, sulla riva destra del fiume Moche nell'omonima valle.
Fu fondata il 6 dicembre del 1534 dal Conquistadores spagnolo Diego de Almagro sotto il nome "Trujillo della Nuova Castiglia", ma è stata ufficialmente fondata da Francisco Pizarro il 5 marzo, 1535, e commercialmente amministrativa diventando un'importante città del vicereame del Perù.
Trujillo Metropolitano si compone di 9 comuni della provincia e della relativa area metropolitana: nel 2007 contava una popolazione di 804 000 abitanti.
Per il suo contributo nel processo di indipendenza del Perù nel 1822 le fu concesso il titolo di "città meritevole e fedele alla Patria".
La sua area metropolitana si estende su una superficie di 110 ettari, ospita le attrazioni più importanti siti archeologici pre-colombiani considerati oggi come mai la conservazione e lo studio, dove ci sono edifici imponenti e storici come Chan Chan, la più grande città di adobe nel mondo antico, patrimonio dell'umanità dall'UNESCO nel 1986, anche i Templi del Sole e la Luna, la Huaca del Sol è la più grande piramide di adobe in Perù.
Il centro della città è piena di monumenti, tra cui predominano gli edifici del prodotto di architettura religiosa del periodo coloniale, più palazzi risalenti al periodo stesso della repubblica, la cui caratteristica è il loro modo finestre con le inferriate alle pizzo.
La città è dotata di moderne aree residenziali, un dinamico quartiere centrale degli affari. Presenta un'intensa attività industriale e agricola nella zona metropolitana con una significativa presenza di esportatori. Un parco industriale è in corso di consolidamento.
Con il suo clima caldo durante tutto l'anno, la quantità considerevole di eventi culturali e feste di prestigio nazionale e internazionale, Trujillo è conosciuta come la "città dell'eterna primavera". È considerata la capitale marittima della nazione ed è la culla del cavallo tipico peruviano Paso.

## Elementi di identità

### Capitale della cultura
Trujillo è considerata la "Capitale della cultura del Perù", perché in questa città si sono formate grandi pensatori e scrittori come César Vallejo e Víctor Raúl Haya de la Torre, e anche perché la città ha tradizioni importanti come marinera danza, paso peruviano cavalli, caballitos de totora, gastronomia, ecc; nato in questa città il gruppo culturale denominato Gruppo Nord che ha attualmente in Eduardo González Viaña e Gerardo Chavez come successori. La città è anche considerata la capitale culturale in quanto presenta importanti festival nel paese come: Marinera Festival, Festival di Primavera di Trujillo, Paso peruviano Cavallo e Caballito de totora concorsi, tra gli altri.

## Storia

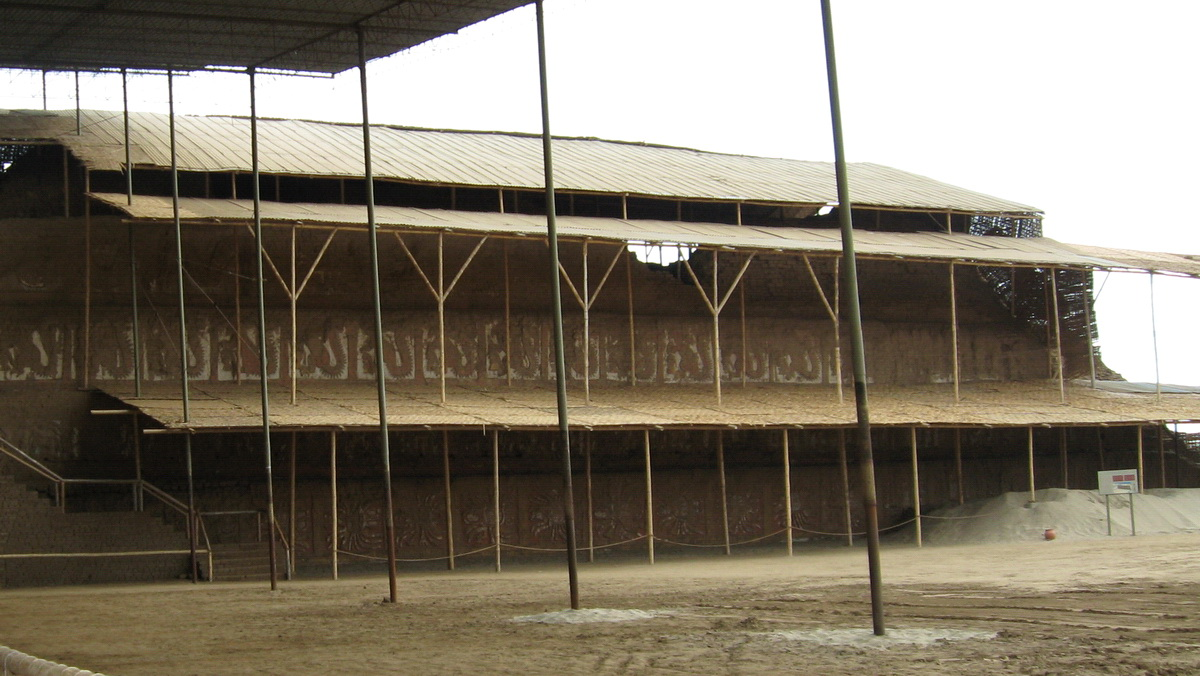
"Huaca de la Luna"

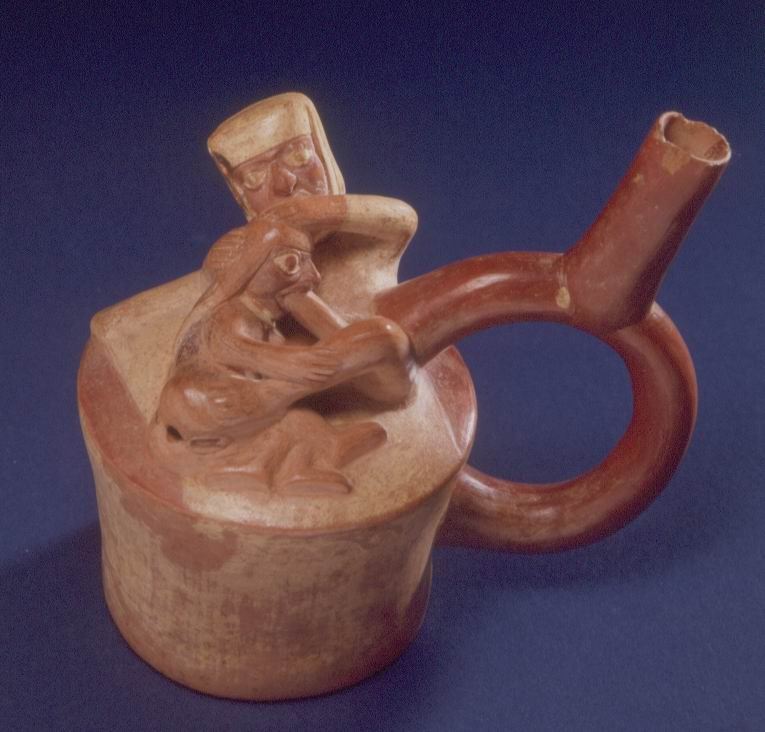
Un vaso Mochica che rappresenta una scena di sesso orale

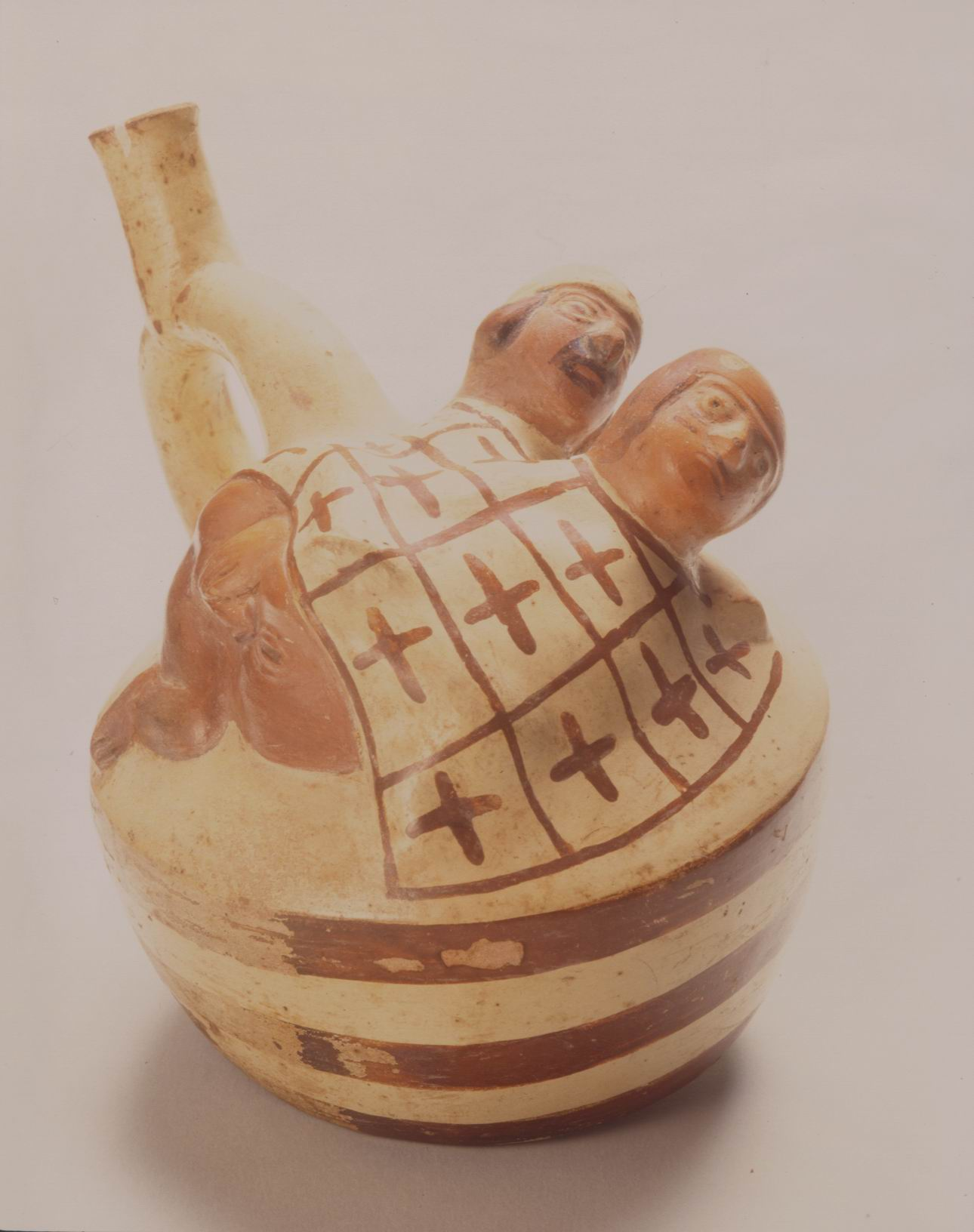
Arte Mochica, un uomo a una donna praticare sesso anale

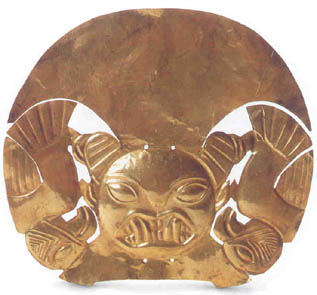
Mochica copricapo(400 a.d)

### Civiltà precolombiane
Nel territorio oggi occupato dalla città di Trujillo si sono sviluppate diverse culture precolombiane, come Cupisnique, il Mochica e Chimú. Questo è il motivo per cui ci sono numerosi siti archeologici che testimoniano lo sviluppo raggiunto da queste persone come i Templi del Sole e della Luna a sud della città, la Huaca del Drago o Rainbow e Huaca Esmeralda 15 nord, e così via. Tuttavia, il principale insediamento urbano nella zona a causa della cultura chimú ha lasciato la sua eredità come parte dell'architettura della città di Chan Chan, che era la sua capitale e dove si stima si stabilirono al loro momento di massima espansione di circa 100 000 persone i cui resti sono 5 km dal centro al nord-ovest dell'area metropolitana attuale. Questi resti archeologici di questi siti urbani pre-ispaniche mettere in chiaro che l'attuale città di Trujillo è stata fondata su un territorio ancestrale popolato da antiche civiltà, con l'arrivo degli spagnoli che fondarono nuove città che trasmettono la loro cultura per stabilire il "Vicereame del Perù".

#### Civiltà Mochica
La civiltà Moche fiorì nel nord del Perù con capitale Huacas del Sol y de la Luna nei pressi della città di Trujillo circa dal 100 d.C. all'800 d.C., durante l'epoca di sviluppo regionale. Erano probabilmente un gruppo di comunità politiche autonome che hanno condiviso una comune cultura d'élite, come si vede nella ricca iconografia e nell'architettura monumentale che sopravvivono oggi.

#### Civiltà chimú

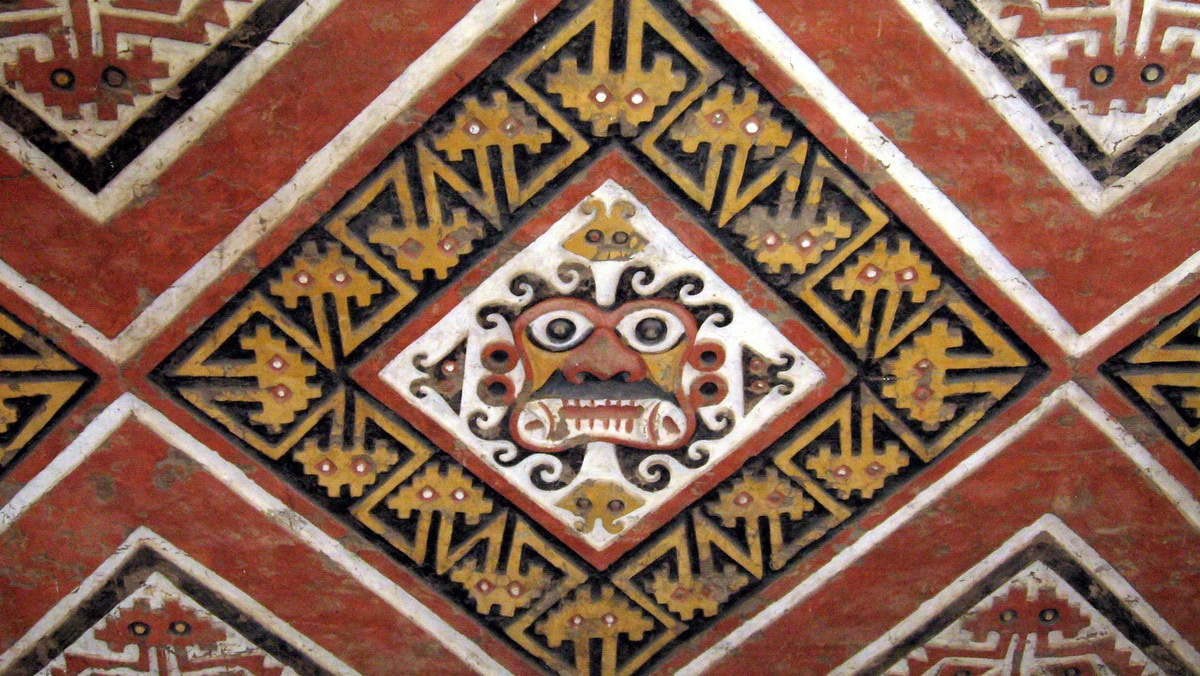
Mochica Dio "Ai apaec" nella Huacas del Sol y de la Luna

I Chimú erano gli abitanti di Chimor, con la capitale nella città di Chan Chan, una grande città in adobe nella valle Moche dell'odierna città di Trujillo. La cultura nacque attorno al 900 d.C. Il sovrano Inca Tupac Yupanqui ha condotto una campagna per la conquista di Chimú intorno al 1470 d.C.

## Popolazione
Nel 2007 la popolazione urbana era di 675 000 unità.
| Municipi             | Abitanti |
| -------------------- | -------- |
| Trujillo             | 294.899  |
| El Porvenir          | 132.461  |
| Florencia de Mora    | 40.014   |
| La Esperanza         | 151.845  |
| Víctor Larco Herrera | 55.781   |

## Distretti metropolitani di Trujillo

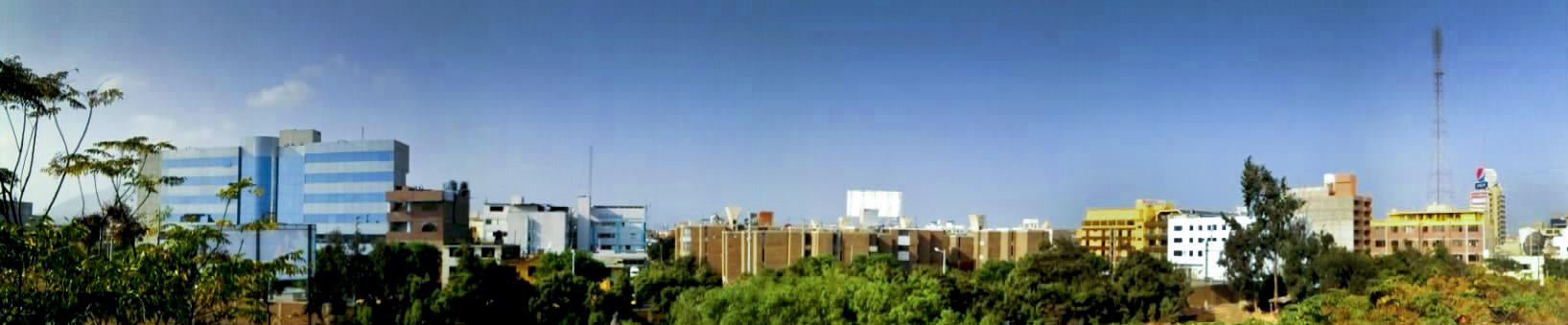
città di Trujillo

| Comuni metropolitani di Trujillo | Superficie km² | Popolazione 2007 | Popolazione Stimato 2012 | densità (pop./ km²) | Altitudine m | Distanza da Trujillo (km) |
| -------------------------------- | -------------- | ---------------- | ------------------------ | ------------------- | ------------ | ------------------------- |
| Trujillo                         | 39,36          | 294.899          | 315.410                  | 7.035,50            | 34           | 0                         |
| La Esperanza                     | 18,64          | 151.845          | 173.163                  | 7,80                | 77           | 4                         |
| El Porvenir                      | 36,70          | 140.507          | 170.108                  | 3.609,29            | 90           | 4                         |
| Victor Larco Herrera             | 18,02          | 55.781           | 61.845                   | 2.846,17            | 3            | 5                         |
| Huanchaco                        | 333,90         | 44.806           | 59.001                   | 114,20              | 23           | 12                        |
| Florencia de Mora                | 1,99           | 40.014           | 41.965                   | 18.802,50           | 85           | 5                         |
| Laredo                           | 335,44         | 32.825           | 34.976                   | 96,17               | 89           | 7                         |
| Moche                            | 25,25          | 29.727           | 33.187                   | 1.146,70            | 4            | 7                         |
| Salaverry                        | 390,55         | 13.892           | 16.658                   | 33,67               | 3            | 14                        |
| Totale                           | 1.199.85       | 804.296          | 906.313                  | 631,13              | —            | —                         |
| *censimento 2007                 |                |                  |                          |                     |              |                           |

## Economia
Attualmente l'importanza della città di Trujillo si riflette anche in campo economico, l'importanza è stata in grado di consolidare e mantenere, con il centro urbano industriale di grande importanza presso la Regione del Nord e uno dei più grandi del paese. Le attività economiche più importanti sono Agricoltura, Industria, Servizi.

### Turismo

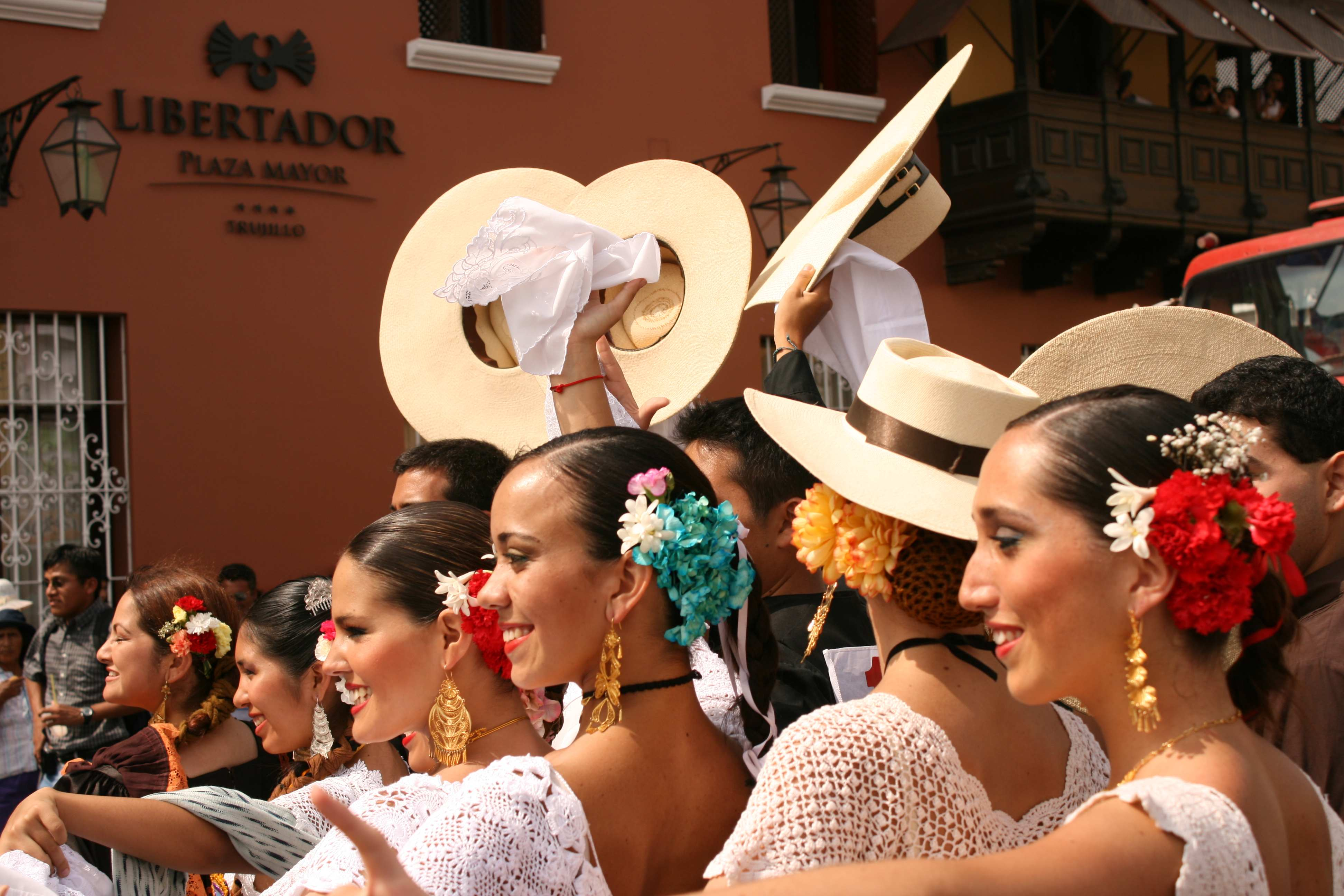
Marinera in Trujillo Festival, tenutasi a gennaio di ogni anno

- Festival Internazionale di Marinera, il concorso nazionale è organizzato dal Club della libertà e si svolge l'ultima settimana di gennaio, coppie provenienti da diverse parti del paese e del mondo si preparano ogni anno per competere in primo luogo nelle diverse categorie di competizione che richiama migliaia di turisti ogni anno. Si sottolinea inoltre la Marine Parade per le vie principali del centro storico.
- Festival di Primavera di Trujillo, è un festival e evento culturale che si svolge nella città di Trujillo tra la fine di settembre e l'inizio di ottobre di ogni anno. La festa di primavera è considerato uno dei più rappresentativi della città di Trujillo e onora il suo soprannome di Città della primavera eterna. Questo festival è anche uno dei più grandi del paese e attira la presenza di migliaia di turisti provenienti da tutto il pianeta. L'attrazione principale di questo festival è una tradizionale sfilata primavera, coinvolgendo principalmente regine di bellezza del Lions club in tutto il continente, nel corteo c'è una competizione nella decorazione su alegory e di essere onorato con il premio chiamato il leone d'oro. È organizzato dal Lions Club di Trujillo.[6][7]

## Geografia fisica

### Clima
| Parametri climatici di Trujillo (Peru) | Parametri climatici di Trujillo (Peru) | Parametri climatici di Trujillo (Peru) | Parametri climatici di Trujillo (Peru) | Parametri climatici di Trujillo (Peru) | Parametri climatici di Trujillo (Peru) | Parametri climatici di Trujillo (Peru) | Parametri climatici di Trujillo (Peru) | Parametri climatici di Trujillo (Peru) | Parametri climatici di Trujillo (Peru) | Parametri climatici di Trujillo (Peru) | Parametri climatici di Trujillo (Peru) | Parametri climatici di Trujillo (Peru) | Parametri climatici di Trujillo (Peru) |
| -------------------------------------- | -------------------------------------- | -------------------------------------- | -------------------------------------- | -------------------------------------- | -------------------------------------- | -------------------------------------- | -------------------------------------- | -------------------------------------- | -------------------------------------- | -------------------------------------- | -------------------------------------- | -------------------------------------- | -------------------------------------- |
| Mese                                   | Gen                                    | Feb                                    | Mar                                    | Apr                                    | Mag                                    | Giu                                    | Lug                                    | Ago                                    | Set                                    | Ott                                    | Nov                                    | Dic                                    | Anno                                   |
| Temperatura più alta registrata (°C)   | 31                                     | 32                                     | 32                                     | 32                                     | 32                                     | 28                                     | 28                                     | 28                                     | 28                                     | 28                                     | 27                                     | 31                                     | 32                                     |
| Temperatura più alta media(°C)         | 23                                     | 25                                     | 25                                     | 23                                     | 22                                     | 21                                     | 20                                     | 19                                     | 19                                     | 20                                     | 21                                     | 22                                     | 21                                     |
| Temperatura media(°C)                  | 22                                     | 23                                     | 22                                     | 21                                     | 20                                     | 19                                     | 18                                     | 17                                     | 17                                     | 18                                     | 19                                     | 20                                     | 19.7                                   |
| Temperatura minima media(°C)           | 19                                     | 21                                     | 20                                     | 19                                     | 18                                     | 17                                     | 16                                     | 16                                     | 16                                     | 16                                     | 17                                     | 18                                     | 17                                     |
| Temperatura minima registrata (°C)     | 10                                     | 12                                     | 12                                     | 15                                     | 8                                      | 12                                     | 12                                     | 11                                     | 7                                      | 12                                     | 7                                      | 11                                     | 7                                      |
| precipitazioni massimi registrati (mm) | 20                                     | 20                                     | 60                                     | -                                      | -                                      | -                                      | -                                      | -                                      | -                                      | -                                      | -                                      | -                                      | 120                                    |
| Umidità relativa media del mattino(%)  | 89                                     | 88                                     | 89                                     | 89                                     | 89                                     | 89                                     | 89                                     | 89                                     | 90                                     | 90                                     | 89                                     | 89                                     | 89                                     |
| Source: Weatherbase                    |                                        |                                        |                                        |                                        |                                        |                                        |                                        |                                        |                                        |                                        |                                        |                                        |                                        |

## Cultura

### Istruzione
La città è sede della Università Nazionale di Trujillo, Università Privata Antenor Orrego, Università Privata Cesar Vallejo, Università Privata del Norte ed tanti altri di recente costruzione. Inoltre ci sono diversi centri di studi superiori.

### Musei

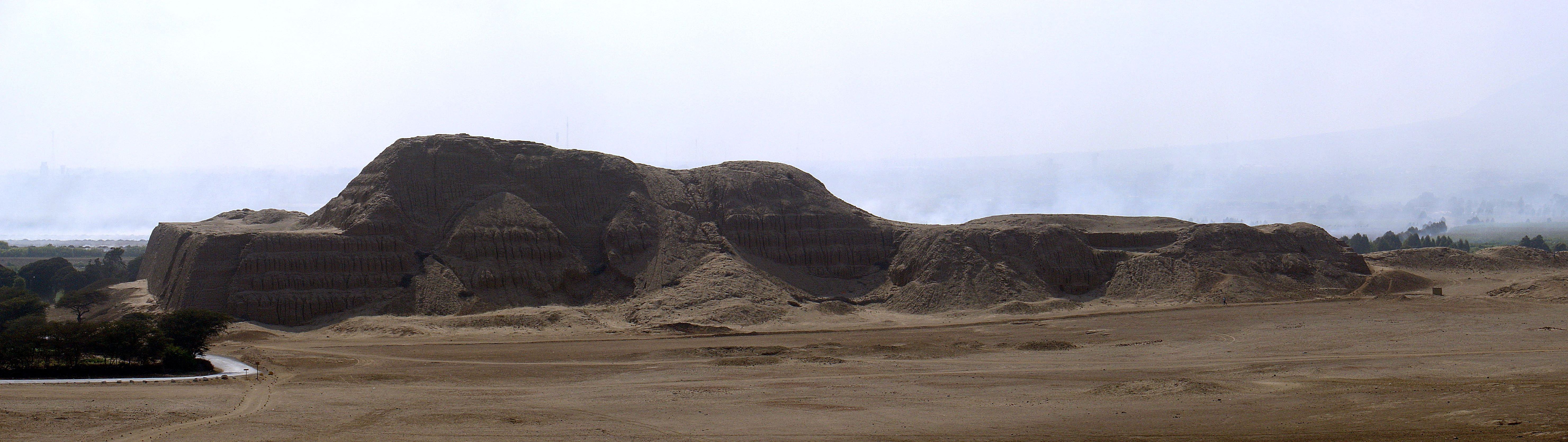
Huaca del Sol, Moche capitale, sud di Trujillo

- Museo di Chan Chan.
- Museo dei Templi Moche.

## Amministrazione

### Gemellaggi
Trujillo è gemellata con:
- Lima,  Perù
- Astana,  Kazakistan
- Trujillo,  Spagna.[9]
- Barcellona,  Spagna
- Dallas,  Stati Uniti
- Salt Lake City,  Stati Uniti[10]
- Metepec,  Messico[11]
- Monterrey,  Messico
- Managua,  Nicaragua
- Asunción,  Paraguay
- Timișoara,  Romania
- Trujillo,  Venezuela
- Decatur,  Stati Uniti
- Trujillo,  Honduras